# Гравелль, Тристан
Тристан Гравелль (англ. Trystan Gravelle; родился 4 мая 1981, Тримсаран, Кармартеншир, Уэльс, Великобритания) — британский актёр, снимающийся в кино и на телевидении.

## Биография
Гравелль родился в валлийской деревне Тримсаран в Кармартеншире в 1981 году. Он играл в Молодёжном театре Лланелли в 1997—1999 года, потом окончил Королевскую академию драматического искусства и присоединился к Королевской шекспировской труппе. В 2011 году Гравелль сыграл Кристофера Марло в фильме «Аноним», в 2012 году получил роль в сериале «Мистер Селфридж». В 2022 году он сыграл Фаразона, двоюродного брата королевы-регента Мириэль, в сериале «Властелин колец: Кольца власти», в 2023 году получил роль в мини-сериале «Большие надежды».
Фильмография
| Год       |   | Русское название               | Оригинальное название                     | Роль                 |
| --------- | - | ------------------------------ | ----------------------------------------- | -------------------- |
| 2011      | ф | Аноним                         | Anonymous                                 | Кристофер Марло      |
| 2013—2016 | с | Мистер Селфридж                | Mr Selfridge                              | Виктор Коллеано      |
| 2017      | ф | Зверь                          | Beast                                     | Клиффорд             |
| 2018—2018 | с | Террор                         | The Terror                                | Генри Фостер Коллинз |
| 2018—2018 | с | Открытие ведьм                 | A Discovery of Witches                    | Бодэун Монклер       |
| 2019—2019 | с | Баптист                        | Baptiste                                  | Грег                 |
| 2019—2019 | с | Британия                       | Britannia                                 | Дерог                |
| 2020—2020 | с | Викторина                      | Quiz                                      | Адриан Поллок        |
| 2022      | с | Властелин колец: Кольца власти | The Lord of the Rings: The Rings of Power | Фаразон              |
| 2023—2023 | с | Большие надежды                | Great Expectations                        | Компрейсон           |